# Великовечноје
Великовечноје (рус. Великовечное) село је на југозападу европског дела Руске Федерације. Налази се у централном делу Краснодарске покрајине и административно припада њеном Белоречењском рејону.
Према подацима националне статистичке службе РФ за 2018, у селу је живело 6.222 становника и било је друго по величини насеље у рејону.

## Географија
Село Великовечноје се налази у централном делу Краснодарске покрајине на неких 18 километра северно од града Белореченска, односно на око 60 км југоисточно од града Краснодара. Село се налази на десној обали реке Белаје, у степској зони Закубањске равнице.

## Историја
Село Великовечноје настало је спајањем два суседна села , Великог и Вечног, који су стопљени у једну урбану целину 24. маја 1967. године. Село Вечноје основано је 1873. под именом Филиповско, а основали су га досељеници из тадашње Вороњешке губерније. Село Великоје је настало нешто касније, 1894. као козачко насеље под именом Царски Дар.

## Демографија
Према подацима са пописа становништва 2010. у селу је живело 5.812 становника, док је према проценама из јануара 2018. тај број порастао на 6.222 житеља.
| 2002. | 2010. | 2018. |
| ----- | ----- | ----- |
| 5.688 | 5.812 | 6.222 |